# ابرخوشه سنبله

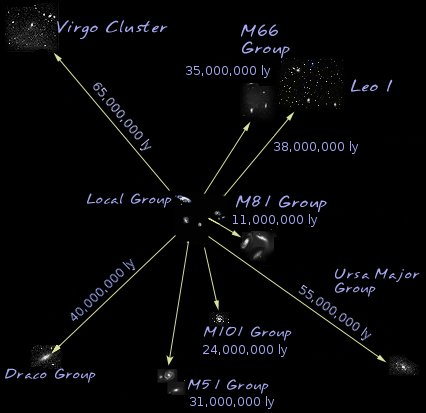
ابرخوشهٔ سنبله

اَبَرخوشهٔ سنبله (به انگلیسی: Virgo Supercluster) یک ابرخوشه است که گروه محلی در آن جای دارد. گروه محلی به نوبهٔ خود شامل بیش از ۳۰ کهکشان از جمله کهکشان راه شیری و کهکشان زن برزنجیر است.
جرم آن ۱۰۱۵ جرم خورشید (۲ × ۱۰۴۶ kg)است که بخش عظیمی از آن را مادهٔ تاریک تشکیل می‌دهد.

## منبع برای مطالعه بیشتر
- ASTRON. SOC. OF INDIA. BULLETIN V. ۹، P. 1, 1981 ; The Local Supercluster of Galaxies ; de Vaucouleurs, G. ; ۱۹۸۱BASI....9....1D